# Contarinia citri
Contarinia citri är en tvåvingeart som beskrevs av Barnes 1944. Contarinia citri ingår i släktet Contarinia och familjen gallmyggor. Inga underarter finns listade i Catalogue of Life.